# The Cheese Mites
The Cheese Mites je britský němý film z roku 1903. Režisérem je F. Martin Duncan (1873–1961). Film trvá zhruba dvě minuty a premiéru měl v srpnu 1903.

## Děj
Gentleman sedí venku na zahradě, kde si při jídle s pomocí lupy čte noviny. Lupu znenadání přiloží ke svému sendviči se sýrem Stilton, čímž se vyděsí z mikroskopického pohledu na sýrové roztoče.